# オーストラリアの植物相

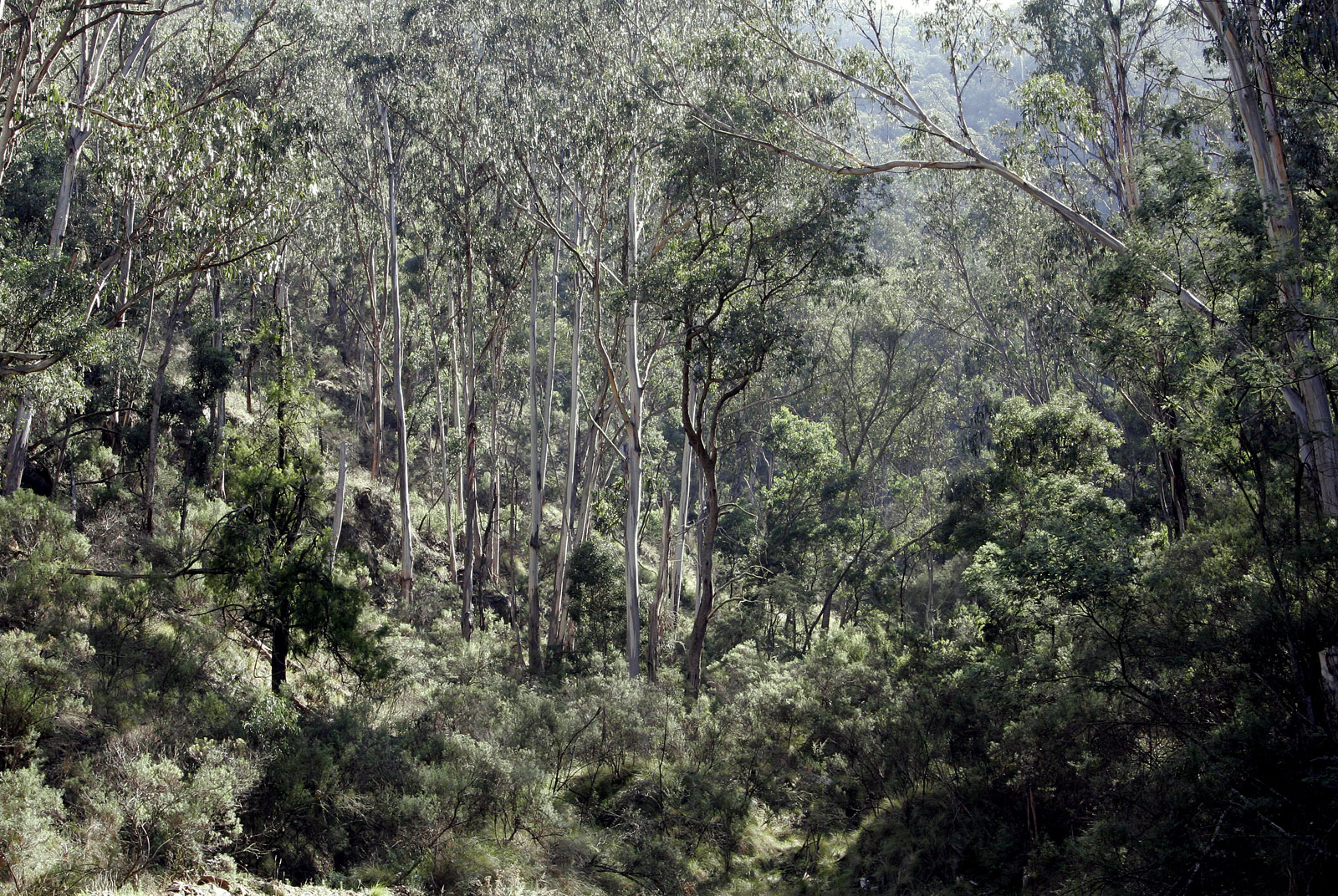
ヴィクトリア州のユーカリウッドランド。

オーストラリアの植物相（英: Flora of Australia）は20,000種以上の維管束植物、14,000種以上の非維管束植物、25，000種以上の菌類、3,000種以上の地衣類を含む莫大な種類の植物で成り立っているゴンドワナ大陸起源の植物相が多く存在し、科レベルでは大陸の移動と白亜紀以降の気候変化の影響により多様性が生まれた、非常に多くの被子植物相からなる。オーストラリアの植物相の顕著な特徴は、硬葉植物やSerotiny（種子の発芽になんらかの特別な外部要素（火など）が必要である植物の特性）を含む植物が乾燥や火に適応していることである。これらの適応はヤマモガシ科（バンクシアなど）、マメ科（アカシアなど）、フトモモ科（ユーカリなど）などの植物を含む。自生の樹木はユーカリとアカシアが圧倒的で、ユーカリは700種、アカシアは数百種あるとされる。
70,000-48,000年前にオーストラリアの先住民が、そして1788年にヨーロッパ人が入植して以来、植物相に多大な影響を与えてきた。先住民による火かき棒農業は長期にわたり植物の分布域に変化を与え、1788年以来の農業や都市化による大規模な植生の改変や破壊は多くの固有の生態系に影響を与え、61種の植物を絶滅に、1000種以上の植物を絶滅危惧種に追いやった。

## Brummitt による地理区分
Brummitt (2001) による地理区分においては一般的なものとは異なり、オーストラリアは大陸ではない。大陸の区分とされるのはオーストララシアであり、「オーストラリア」はその1段階下の "Regional" という扱いである。そしてキュー王立植物園系データベース Plants of the World Online において分布を示す際に用いられるのは専らさらにその下のレベル3の区分である。またオーストラリア領の島嶼部にはそもそも大陸の区分がオーストララシアとは異なるものも存在する。以下、政治的にオーストラリア領である地域の扱いを示す。
| レベル1 (大陸)               | レベル2 (リージョン)        | レベル3                    | レベル4                    |
| ---------------------------- | --------------------------- | -------------------------- | -------------------------- |
| 4 熱帯アジア (Asia-Tropical) | 42 マレー群島区系 (Malesia) | ココス（キーリング）諸島   | 左に同じ                   |
| 4 熱帯アジア (Asia-Tropical) | 42 マレー群島区系 (Malesia) | クリスマス島               | 左に同じ                   |
| 5 オーストララシア           | 50 オーストラリア           | ノーフォーク諸島           | ロード・ハウ島             |
| 5 オーストララシア           | 50 オーストラリア           | ノーフォーク諸島           | ノーフォーク島             |
| 5 オーストララシア           | 50 オーストラリア           | ニューサウスウェールズ     | オーストラリア首都特別地域 |
| 5 オーストララシア           | 50 オーストラリア           | ニューサウスウェールズ     | ニューサウスウェールズ     |
| 5 オーストララシア           | 50 オーストラリア           | ノーザンテリトリー         | 左に同じ                   |
| 5 オーストララシア           | 50 オーストラリア           | クイーンズランド           | コーラルシー諸島テリトリー |
| 5 オーストララシア           | 50 オーストラリア           | クイーンズランド           | クイーンズランド           |
| 5 オーストララシア           | 50 オーストラリア           | 南オーストラリア           | 左に同じ                   |
| 5 オーストララシア           | 50 オーストラリア           | タスマニア                 | 左に同じ                   |
| 5 オーストララシア           | 50 オーストラリア           | ヴィクトリア               | 左に同じ                   |
| 5 オーストララシア           | 50 オーストラリア           | 西オーストラリア           | アシュモア・カルティエ諸島 |
| 5 オーストララシア           | 50 オーストラリア           | 西オーストラリア           | 西オーストラリア           |
| 9 南極                       | 90 亜南極諸島               | ハード島とマクドナルド諸島 | 左に同じ                   |
| 9 南極                       | 90 亜南極諸島               | マッコーリー諸島           | 左に同じ                   |

## 概要
ゴンドワナ大陸起源の植物相が多く存在し、アフリカ大陸および南アメリカ大陸の植物相と類似性がある。大陸移動と白亜紀からの気候変化により、オーストラリアの植物相は独自の進化を遂げ、多くの固有種が存在する。多くのオーストラリアの植生は、乾燥、頻発する火事、風化した土壌に適応しており、硬い葉を持つ植物（硬葉樹林）が多い。一部のナンキョクブナ科の植物、熱帯モンスーン気候に生育するアオイ科ゴウシュウアオギリ属（Brachychiton spp.）等を除き、木本植物は全て常緑である。主要な被子植物はユーカリを含むフトモモ科、バンクシアなどを含むヤマモガシ科、アカシアを代表とするマメ科である。